# Voulême
Voulême is een gemeente in het Franse departement Vienne (regio Nouvelle-Aquitaine) en telt 350 inwoners (2004). De plaats maakt deel uit van het arrondissement Montmorillon.

## Geografie
De oppervlakte van Voulême bedraagt 11,2 km², de bevolkingsdichtheid is 31,3 inwoners per km².

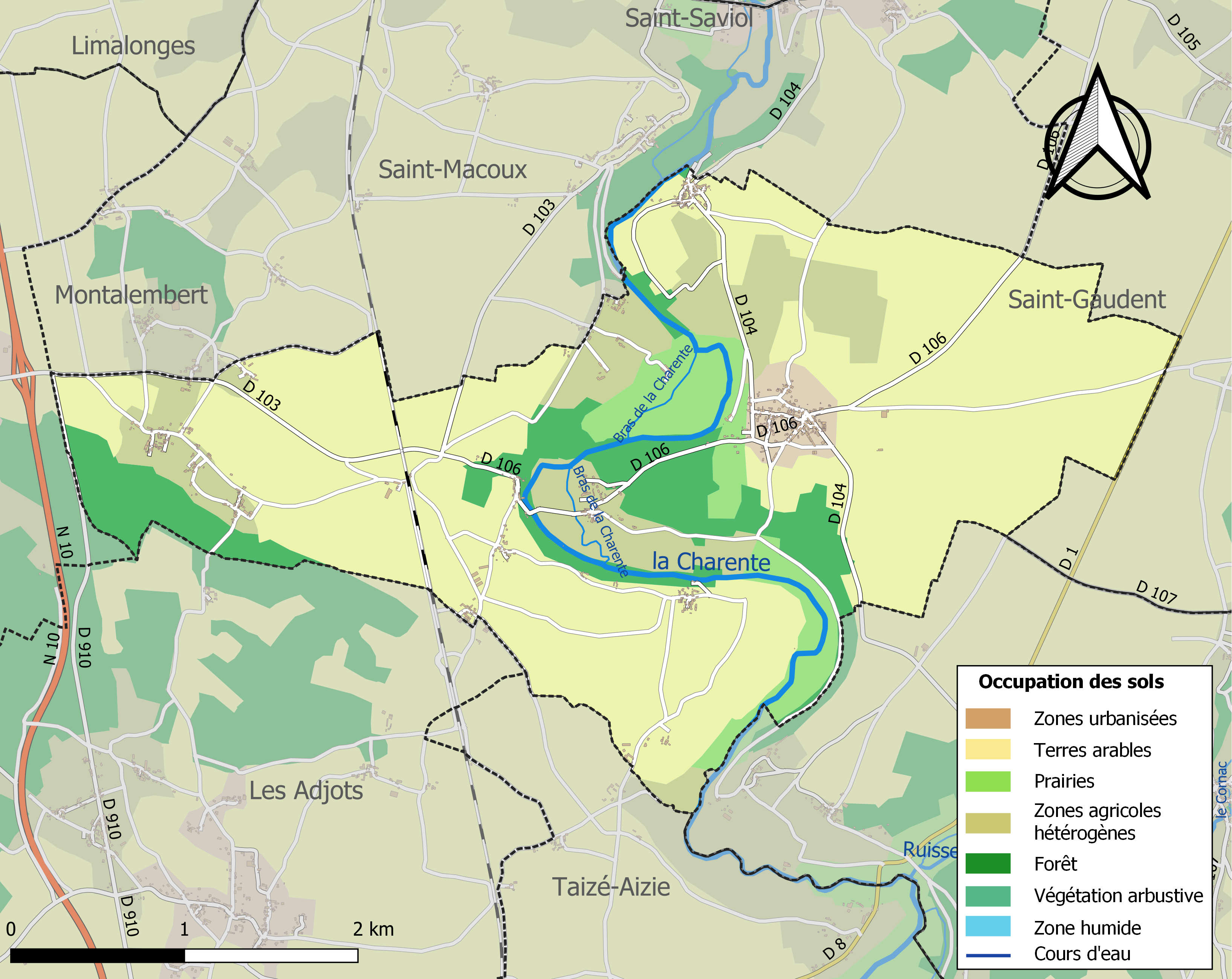
Kaart van de gemeente met de belangrijkste infrastructuur, bodemgebruik en omliggende gemeenten

## Demografie
Onderstaande figuur toont het verloop van het inwonertal (bron: INSEE-tellingen).